# アルベルト・ダ・ジュッサーノ

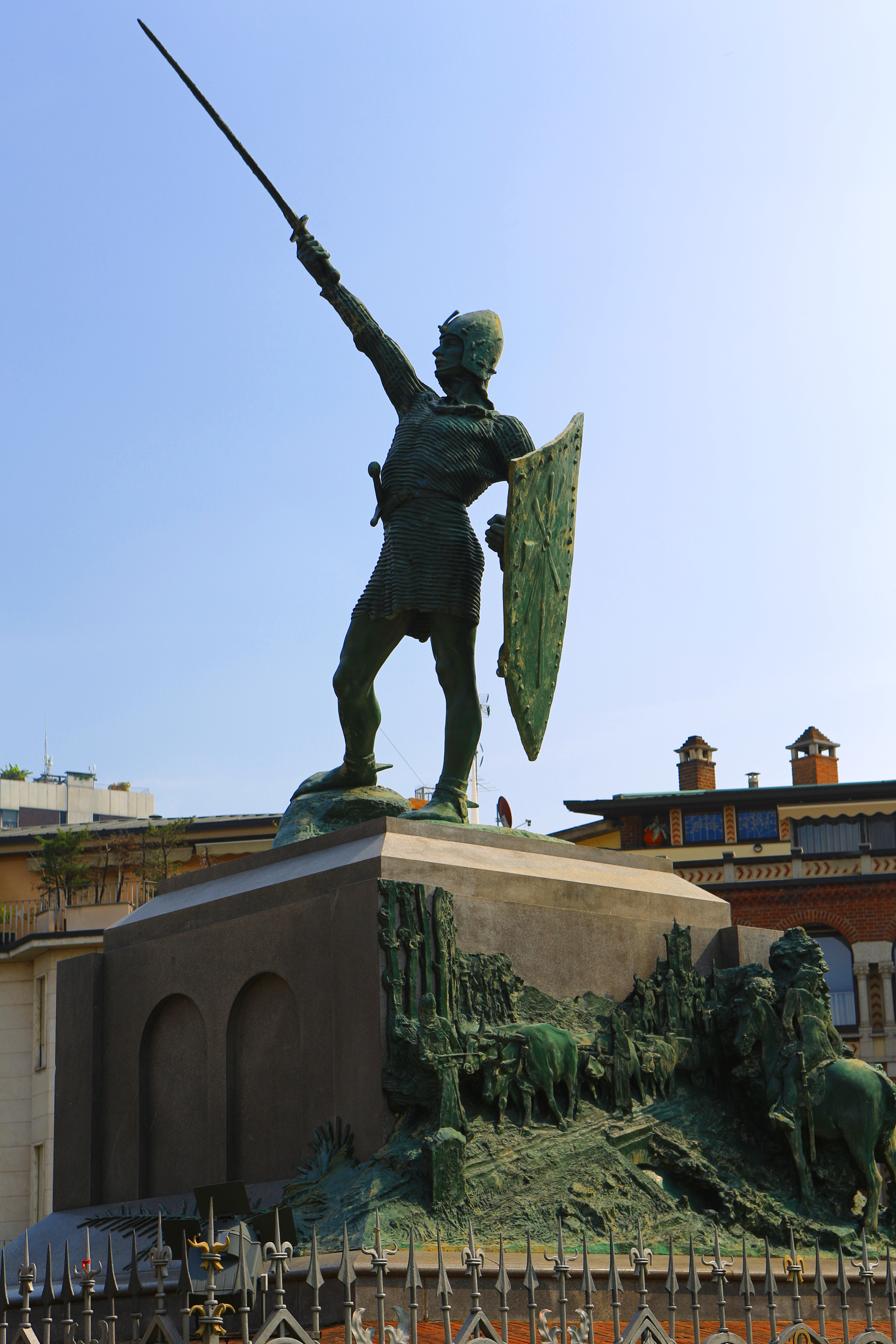
レニャーノ市にある「レニャーノの戦士像」

アルベルト・ダ・ジュッサーノ (Alberto da Giussano) は、12世紀に北イタリアのロンバルディア同盟軍を率い、レニャーノの戦いにおいて神聖ローマ皇帝フリードリヒ1世バルバロッサに勝利したとされる伝説的な人物。
ロンバルディアの英雄とされ、リソルジメント期にはイタリア解放の象徴とされた。

## 史実と伝説
ミラノ近郊ジュッサーノ出身とされ、名についてはアルベルト・ディ・ジュッサーノ(Alberto di Giussano) とも表記される。アルベルト・ダ・ジュッサーノについて伝統的に語られてきたことは、おそらくは14世紀にミラノの年代記作者たちによって生み出されたものである。それによれば、アルベルトはレニャーノの戦い（1176年）においてミラノのシンボルとなる神聖な戦車「カロッキオ」 (Carroccio) を防衛するための「死の中隊」 (Company of Death) を組織したとされる。
しかしながら史実において、フリードリヒ1世との戦いでロンバルディア同盟軍を率いたコンドッティエーレは、グイド・ダ・ランドリアーノ (Guido da Landriano) であった。
史料上、アルベルト・ダ・ジュッサーノという人物の名が初めて確認できるのは1196年のことである。

## 記念

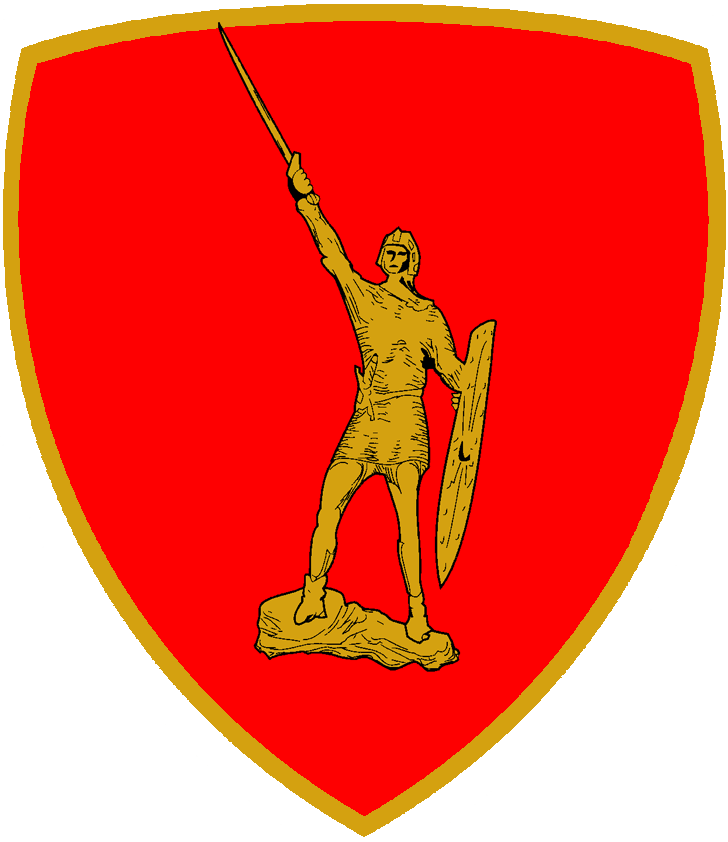
機甲旅団「レニャーノ」のエンブレム

ジョズエ・カルドゥッチの詩『Della Canzone di Legnano』（1879年）にも登場する。
1900年にはレニャーノに「レニャーノの戦士像」 (it:Monumento al Guerriero di Legnano) が建立された。作者はエンリコ・ブッティ (it:Enrico Butti) 。しばしばアルベルト・ディ・ジュッサーノ像と見なされる。
イタリア王国海軍のコンドッティエーレ級軽巡洋艦「アルベルト・ディ・ジュッサーノ」にその名前が使用されている。また、イタリア陸軍にあった機甲旅団「レニャーノ」 (it:Brigata meccanizzata "Legnano") は、エンブレムに「レニャーノの戦士像」のイメージを用いた。
イタリア北部の地域政党である北部同盟も、そのシンボルとしてレニャーノの「レニャーノの戦士像」のイメージを用いている。
このほか、「レニャーノの戦士像」のイメージはさまざまな組織で使われている。イタリアの自転車メーカー・レニャーノ社 (it:Legnano (azienda)) のエンブレム、レニャーノのプロサッカークラブ・ACレニャーノのエンブレムなどである。

## 大衆文化において
- 2009年のイタリア映画『バルバロッサ 帝国の野望（イタリア語版）』は、アルベルト・ダ・ジュッサーノが主人公である。ラズ・デガン（英語版）が演じた。